# Hương liệu

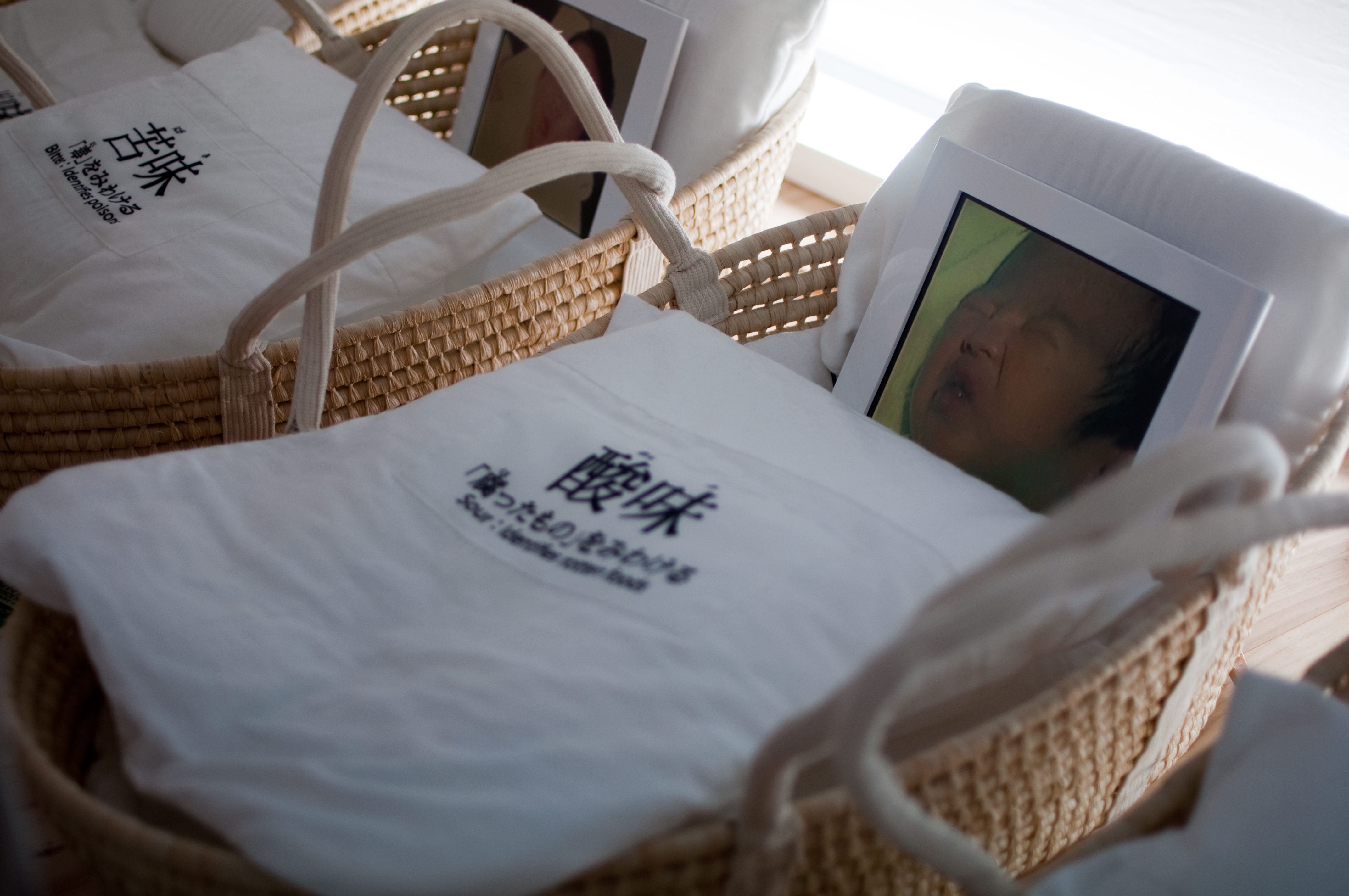
Hương liệu

Hương liệu trong thực phẩm là những cảm nhận của các giác quan đối với thực phẩm, và được xác định chủ yếu nhờ vào những cảm quan hóa học của vị và mùi. "Hệ thần kinh sinh ba", có nhiệm vụ phát hiện các kích thích hóa học trong miệng và cuống họng, cũng như cảm nhận về nhiệt độ và kết cấu của thực phẩm, đóng một vai trò rất quan trọng trong việc hình thành nhận thức nói chung đối với thực phẩm. Hương vị của thực phẩm, với cách hiểu như trên, có thể được thay thế bằng hương liệu tự nhiên hoặc hương liệu nhân tạo. Hương liệu được định nghĩa là một hợp chất cung cấp hương vị giống như hương vị của một chất khác, hoặc thay thế hay làm đậm những đặc tính của chất đó, làm cho nó trở nên ngọt, chua, nồng,... hơn.

## "Mùi" và "vị"
Trong ba cảm nhận về hóa học, mùi là yếu tố quyết định đến hương vị của mỗi thành phần trong thực phẩm. Trong khi vị của món ăn chỉ giới hạn trong 5 vị cơ bản: ngọt, chua, đắng, mặn và umami (vị ngọt thịt); và 2 cảm giác cơ bản là cay và chát; thì mùi của món ăn gần như không có giới hạn. Chính vì thế, hương vị của một loại thực phẩm có thể dễ dàng được thay thế bằng cách thay đổi mùi hương có trong đó, và giữ lại các vị cơ bản của món ăn. Không có gì minh họa cho vấn đề này rõ ràng hơn bằng các loại thạch dùng hương nhân tạo, nước giải khát và kẹo các loại... vốn được tạo ra với những vị hoàn toàn tương tự nhau, nhưng lại khác nhau hoàn toàn về mùi vì chúng sử dụng những hương liệu khác nhau. Việc tạo hương cho những thực phẩm thương mại được thực hiện bởi những chuyên gia về hương (flavorist) tại các Nhà Hương(flavor house).

## Tạo hương
Mặc dù thuật ngữ "tạo hương" ("flavoring" hoặc "flavorant") trong ngôn ngữ phổ thông đơn thuần chỉ việc kết hợp các cảm quan hóa học của mùi và vị, hay nói một cách dễ hiểu là kết hợp các gia vị (hành, tiêu, tỏi, ớt, v.v...) để tạo nên hương vị đặc trưng cho món ăn, thì những thuật ngữ này còn được sử dụng trong ngành công nghiệp hương liệu và nguyên liệu thực phẩm để chỉ việc tạo ra các hỗn hợp hóa chất hoặc chiết xuất có thể ăn được dùng cho việc thay thế hương vị của thực phẩm thông qua mùi và vị. Vì lý do chi phí cao và sự khan hiếm nguồn chiết xuất của hương tự nhiên, hầu hết các sản phẩm hương liệu thương mại đều được phân loại ở dạng "Có đặc điểm tự nhiên", nghĩa là chúng chứa những hợp chất hóa học tương đương với hương tự nhiên mà chúng được tạo ra để thay thế, nhưng chúng được tổng hợp nhân tạo từ hóa chất trong phòng thí nghiệm, hơn là được chiết xuất trực tiếp từ nguồn tự nhiên.
Việc nhận biết các hương liệu có đặc điểm tự nhiên được thực hiện bằng những công nghệ hiện đại, ví dụ như kỹ thuật Headspace. Quá trình tạo hương tập trung vào việc thay thế các hương vị của sản phẩm tự nhiên, như các loại thịt và rau củ, hay tạo ra những hương vị không có trong tự nhiên hoặc hương tự nhiên quá yếu, như trong kẹo, bánh snacks. Một vài sản phẩm thương mại tồn tại để kích thích các giác quan sinh ba, vì chúng là những hương khá bén, đặc và thông thường hơi khó chịu.

## Phân loại hương liệu
Có ba loại hương liệu cơ bản trong ngành thực phẩm, được định nghĩa và áp dụng trong khối EU và tại Úc:
| Phân loại                       | Miêu tả |
| ------------------------------- | --- |
| Hương liệu tự nhiên             | Là những hương liệu thực phẩm thu được từ các nguồn thực vật hay động vật tự nhiên, trải qua những quá trình xử lý vật lý, vi sinh và enzym. Các hương tự nhiên có thể được sử dụng ở ngay trạng thái tự nhiên của chúng, hoặc được xử lý để con người tiêu thụ, nhưng tuyệt đối không được chứa bất kì thành phần hương liệu nào "có đặc điểm tự nhiên" hay được "tổng hợp nhân tạo".                                                                     |
| Hương liệu có đặc điểm tự nhiên | Là những hương liệu thực phẩm thu được nhờ quá trình tổng hợp và cô đặc các chất thông qua các quá trình xử lý hóa lý, có đặc điểm hóa hữu cơ tương tự như các hương liệu tự nhiên, được thiết kế cho con người tiêu thụ. Hương liệu có đặc điểm tự nhiên không được chứa bất kì thành phần nào của "hương liệu nhân tạo". |
| Hương liệu nhân tạo             | Là những hương liệu thực phẩm không được nhận biết là hương tự nhiên dành cho con người tiêu thụ, dù có qua xử lý hay chưa. Những hương liệu này được sản xuất qua quá trình chưng cất hương và sự điều tiết hóa học hỗ trợ của những chất có nguồn gốc tự nhiên, dầu thô và nhựa than (chất điều vị). Mặc dù chúng có sự khác biệt về mặt hóa học, các đặc điểm cảm quan thông thường lại rất giống nhau giữa hương liệu nhân tạo và hương liệu tự nhiên. |

## Những quy định đối với Hương tự nhiên
Vương Quốc Anh Luật Thực Phẩm định nghĩa Hương tự nhiên:
là hương liệu thực phẩm được tạo ra bởi những quá trình xử lý vật lý, enzym và vi sinh, các nguyên liệu có nguồn gốc thực vật hay động vật ở dạng thô hoặc đã qua những phương pháp xử lý thông thường dùng trong việc chuẩn bị thực phẩm tiêu thụ cho con người, và không được qua những quá trình xử lý khác phức tạp hơn thông thường.

Những quy định trong Luật Liên Bang Hoa Kỳ miêu tả Hương tự nhiên:
là những tinh dầu, nhựa dầu, dầu nguyên chất hay chiết xuất, các protein thủy phân, chưng cất, hay bất kì sản phẩm rang, gia nhiệt hay xử lý enzym, có chứa các thành phần hương lấy từ các loại gia vị, trái cây hay nước ép trái cây, rau củ hay nước ép rau củ, các loại men, thảo mộc, vỏ cây, chồi, rễ, lá hay bất cứ phần nào ăn được từ thực vật, thịt, hải sản, gia cầm, trứng, sữa, hay các sản phẩm lên men mà chức năng chính của chúng trong thực phẩm là tạo hương vị, hơn là tạo dinh dưỡng.

Quan điểm trong luật của khối EU (European Union) về Hương tự nhiên có đôi chút khác biệt. Các hương nhân tạo cụ thể được đặt một số E (E number) và có thể được dán trên nhãn sản phẩm.

## Đánh giá cảm quan hương liệu
Chỉ có con người mới có thể tích hợp 5 giác quan: thị giác, khứu giác, vị giác, thính giác, xúc giác để cảm nhận mùi khi sử dụng một loại thực phẩm nào đó.
Những lợi thế khi con người trực tiếp đánh giá Hương Liệu
- Con người nhạy cảm hơn với sự khác biệt về màu sắc, mùi vị và cấu trúc hơn là một cỗ máy. Tất cả các sản phẩm Hương liệu phải được đánh giá các tác động có thể có đối với toàn bộ sản phẩm cuối cùng.

Những hạn chế khi con người trực tiếp đánh giá Hương Liệu
- Sự khác biệt về độ nhạy cảm của từng cá nhân người đánh giá.
- Sự khác biệt về óc phán đoán.
- Sự khác biệt về khả năng diễn giải.
- Sự khác biệt về khả năng ghi nhớ.

Ngoài ra, từng cá nhân đánh giá Hương liệu sẽ bị tác động theo từng thời điểm về tâm trạng, thời tiết, đồ ăn, thức uống mà họ sử dụng trước đó, v.v... Những thay đổi về điều kiện thử nghiệm ảnh hưởng đến nhận thức của người đánh giá như nhiệt độ, ánh sáng, mùi hương... mọi yếu tố trên sẽ trực tiếp ảnh hưởng đến sự kích thích và phản hồi của các giác quan.